# مارگرت بکت
دام مارگرت مری بکت (انگلیسی: Dame Margaret Mary Beckett؛ زادهٔ ۱۵ ژانویهٔ ۱۹۴۳) یک سیاست‌مدار زن اهل بریتانیا از حزب کارگر است. مارگرت بکت وزیر امور خارجه و مشترک‌المنافع بریتانیا از ۵ مه ۲۰۰۶ تا ۲۷ ژوئن ۲۰۰۷ بود. وی به عنوان اولین وزیر خارجه زن در تاریخ بریتانیا محسوب می‌شود. خانم بکت یک سیاستمدار با تجربه و یکی از همکاران وفادار تونی بلر، وزیر پیشین بریتانیا بود.

## زندگی‌نامه
مارگرت بکت با نام اصلی مارگرت مری جکسون (به انگلیسی: Margaret Mary Jackson) در ۱۵ ژانویه ۱۹۴۳ در اشتون-آندر-لین در منچستر متولد شد. او پیش از اینکه وارد عرصه سیاست شود در رشته مهندسی متالورژی به تحصیل پرداخت.

### تجربه داخلی
خانم بکت حرفه سیاسی خود را در حزب کارگر آغاز کرد و بین سالهای ۱۹۷۴ تا ۱۹۷۹ نماینده این حزب در مجلس عوام بود.
خانم بکت در سال ۱۹۷۹ درحالی ۳۶ سال داشت کرسی خود را در پارلمان از دست داد، ولی وی در آن سال با لئو بکت، رئیس محلی حزب کارگر، ازدواج کرد.
او در سال ۱۹۸۳ دوباره به پارلمان بازگشت و از سال ۱۹۸۴به عنوان یک عضو مهم در پارلمان حضور داشته‌است.
خانم بکت اولین زنی است که سمت معاونت رهبر حزب کارگر را برعهده داشته‌است. او همچنین رهبر موقت اپوزیسیون برای سه ماه در ۱۹۹۴ بوده‌است.
وی یکی از نامزدهای رهبری حزب کارگر بود ولی در مبارزات درون حزبی تونی بلر او را شکست داد.

### تغییر دیدگاه
خانم بکت در دهه ۱۹۸۰ مانند دیگر اعضای حزب کارگر، چپ‌گرا بود؛ ولی او همزمان با تغییر دیدگاه این حزب تحت رهبری تونی بلر، میانه‌رو شد.
پس از پیروزی حزب کارگر در انتخابات عمومی ۱۹۹۷، خانم بکت برای مدت کوتاهی به سمت وزارت تجارت و صنایع برگزیده شد.
در ۱۹۹۸، خانم بکت رهبری مجلس عوام را بر عهده گرفت. او احترام احزاب مختلف را به خاطر دستاوردهایش در پارلمان کسب کرد.
پس از انتخابات ۲۰۰۱، خانم بکت به عنوان وزیر محیط زیست، غذا و امور مناطق روستایی در کابینه تونی بلر منصوب شد.
خانم بکت در زمینه سیاست خارجی سابقه زیادی نداشت و تجربه روابط بین‌الملل او محدود به شرکت در مذاکرات مربوط به تغییرات در آب و هوای جهان می‌شد.
مارگارت بکت در پی تغییرات کابینه بلر که پس از کاهش محبوبیت حزب کارگر در انتخابات شوراهای محلی صورت گرفت. با برکناری جک استراو که به دلیل موضع گیری‌های متفاوتش با تونی بلر از مقام کنار گذاشته شد، در مه ۲۰۰۶ به عنوان وزیر امور خارجه جدید این کشور تعیین شد.